# 伊藤良高
伊藤 良高（いとう よしたか、1954年 - ）は、日本の教育学者。熊本学園大学社会福祉学部教授、社会福祉法人有明福祉会理事長。専門は保育学、教育学（特に保育制度・経営論）。学位は、博士（教育学）（名古屋大学・2010年）。

## 略歴
1954年、大阪府生まれ。1977年、神戸大学教育学部卒業。1985年、名古屋大学大学院教育学研究科博士課程単位取得退学。2010年、「保育制度改革と保育所経営の理論、実践に関する研究」で名古屋大学博士（教育学）。
1985年から熊本短期大学保育科助教授。1991年から同学科教授。1994年から熊本学園大学短期大学部保育科教授。1994年から1995年まで同学科長。1995年から1998年まで学校法人熊本学園評議員。1996年から1997年まで短期大学部長。2000年から熊本学園大学社会福祉学部教授。2001年から熊本学園大学大学院社会福祉学研究科教授を兼任。2006年から2009年まで同学部子ども家庭福祉学科長。2019年から同学部長。
1996年から社会福祉法人有明福祉会理事。2005年から同法人理事長、桜山保育園副園長。2019年から桜山乳児保育園fiora園長。
2013年、日本保育ソーシャルワーク学会の設立に関わり、11月から初代会長に就任した。

## 受賞歴
- 2013年3月 - 一般社団法人熊本県保育協会 特別功労者表彰[1]
- 2015年1月 - 山鹿市 自治功労者表彰[1]
- 2015年10月 - 菊陽町 自治功労者表彰[1]
- 2018年6月 - 公益社団法人熊本県看護協会 表彰[1]
- 2018年12月 - 国立病院機構熊本医療センター附属看護学校 功労者表彰[1]
- 2019年1月 - 国立病院機構熊本医療センター 表彰[1]

## 著書

### 単著
- 『子どもの環境と保育 少子社会の育児・子育て論』北樹出版、1998
- 『現代保育所経営論 保育自治の探究』北樹出版、1999、熊本学園大学付属社会福祉研究所社会福祉叢書
- 『現代保育所経営論 保育自治の探究』北樹出版、1999、熊本学園大学付属社会福祉研究所社会福祉叢書
- 『保育所経営の基本問題』北樹出版、2002
- 『幼児教育の明日を拓く幼稚園経営 視点と課題』北樹出版、2004
- 『新時代の幼児教育と幼稚園 理念・戦略・実践」晃洋書房、2009
- 『保育制度改革と保育施設経営 保育所経営の理論と実践に関する研究』風間書房、2011

### 共編著
- 『現代の幼児教育を考える』中谷彪、浪本勝年共編著、北樹出版、2003
- 『歴史の中の教育〈教育史年表〉』中谷彪共編著、教育開発研究所、2003
- 『現代教育のフロンティア』中谷彪共編 晃洋書房、2005
- 『ハンディ教育六法』浪本勝年、志村欣一、中田康彦、中谷彪、廣田健、山口拓史、佐伯知美共編、北樹出版、2005
- 『教育基本法のフロンティア』中谷彪、大津尚志共編、晃洋書房、2006
- 『学校教育のフロンティア』中谷彪共編、晃洋書房、2007
- 『子ども家庭福祉のフロンティア』中谷彪共編、晃洋書房、2008
- 『幼児教育のフロンティア』中谷彪、北野幸子共編、晃洋書房、2009
- 『教育課程論のフロンティア』大津尚志、伊藤一雄、中谷彪共編、晃洋書房、2010
- 『新教育基本法のフロンティア』大津尚志,中谷彪共編、晃洋書房、2010
- 『保育ソーシャルワークのフロンティア』永野典詞、中谷彪共編、晃洋書房、2011
- 『子ども・若者政策のフロンティア』永野典詞、大津尚志、中谷彪共編、晃洋書房、2012
- 『子どもの幸せと親の幸せ 未来を紡ぐ保育・子育てのエッセンス』伊藤美佳子共著、晃洋書房、2012
- 『教育と教師のフロンティア』中谷彪共編、晃洋書房　2013
- 『生徒指導のフロンティア 新版』大津尚志、中谷彪、永野典詞、冨田晴生共編、晃洋書房、2013

### 翻訳
- G.S.カウンツ『アメリカ民主主義と教育』中谷彪、藤本典裕共訳 明治図書出版、1987、海外名著選
- G.S.カウンツ『シカゴにおける学校と社会』中谷彪、藤本典裕、佐伯知美共訳、大学教育出版、2006